# Oenanthe dubia
Oenanthe dubia är en flockblommig växtart som beskrevs av Albrecht Wilhelm Roth och Spreng.. Oenanthe dubia ingår i släktet stäkror, och familjen flockblommiga växter. Inga underarter finns listade i Catalogue of Life.